# 에스티 라울
에스티 라울 ('에스토니아의 노래')은 에스토니아의 유로비전 송 콘테스트 예선, 오디션이다. 2008년 대회까지의 부진으로 1993년부터 진행되었던 유로 라울이 폐지되고 생긴 예선 및 오디션 프로그램으로 2009년 처음 소개 되었다. 이 오디션은 에스토니아 국영 방송인 ERR, ETV이 주관하며, 전작 유로 라울과는 완전히 다른 방식의 투표를 진행했다, 또한 느낌도 다르다. 이는 에스토니아만이 아닌 전 유럽인의 대중성을 잡기 위해 제작된 프로그램이다. 이 프로그램은 공개적 프로그램으로 시청자들이 제약없이 시청할 수 있으며, 모든 곡은 프로그램 시작 전 공개 된다.

## 에스티 라울

### 우승자 산출 방법
소속사, 레이블 또는 개인이 방송사에 곡을 제출한다. 제출된 곡중 10곡을 결선에 진출 시키며 이 곡들은 오디션 시작 전 에스토니아 청중에게 들려준다. 최종 우승자는 두개의 결선을 통과해야하는데 첫 번째 결선에서 두 곡을 먼저 뽑은 뒤 두 번째 결선에서 최종 우승자를 선발하는 방식이다. 두 번째 결선은 100% 전화 투표로 이루어진다.
에스티 라울의 첫 번째 우승자는 우르반 심포니였다. "Rändajad"(이주자)의 곡으로 결선 진출 총 129점을 받으며 6위로 막을 내렸다. 전작 유로 라울에 비해 성적이 높아졌으며, 말콤 링컨의 곡 외에는 모든곡이 결선에 진출하는 등 좋은 성적을 보였다. 두번 이상 참가한 참가자는 레나 쿠르마(2번 참가, 2위), 리스 렘살루(Eesti Otsib Superstaari-에스토니아 버전 아이돌 우승자), 롤프 로살루 등이 있다.

### 우승자
| 연도 | 노래                  | 해석        | 아티스트          | 작곡가(들)                     | 유로비전 송 콘테스트 순위 | 유로비전 송 콘테스트 득표수 |
| ---- | --------------------- | ----------- | ----------------- | ------------------------------ | ------------------------- | --------------------------- |
| 2009 | "Rändajad"            | 이주자들    | 우르반 심포니     | 스벤 러흐무스                  | 6위                       | 129                         |
| 2010 | "Siren"               | –           | 말콜름 링콜른     | 로빈 유흐켄탈                  | 준 결승전에서 14위        | 39                          |
| 2011 | "Rockefeller Street"  | –           | 게테르 야니       | 스벤 러흐무스                  | 24위                      | 44                          |
| 2012 | "Kuula"               | 들어봐      | 오트 레플란드     | 오트 레플란드, 아아포 일베에스 | 6위                       | 120                         |
| 2013 | "Et uus saaks alguse" | 새로운 시작 | 비르기트 어이게멜 | 미흐켈 매티센, 실비아 소로     | 20위                      | 19                          |

### 연도별 에스티 라울
- 에스티 라울 2013

## 같이 보기
- 유로 라울
- 유로비전 송 콘테스트
- 레나 쿠르마